# Berești-Bistrița, Bacău
Berești-Bistrița este satul de reședință al comunei cu același nume din județul Bacău, Moldova, România. La recensământul din 2002 avea o populație de 1.031 locuitori.